# Pablo César Aguilar
Pablo César Aguilar (Luque, 2 aprile 1987) è un calciatore paraguaiano, difensore dello Sp. Luqueño..

## Carriera

### Club
Cresciuto nelle giovanili dello Sportivo Luqueño, con la maglia gialloblu vince uno scudetto nel 2007.
Nel gennaio 2008 viene acquistato dalla squadra argentina del Colón.

### Nazionale
Viene convocato per la Copa América Centenario del 2016, ma non può parteciparvi per infortunio e viene sostituito da Iván Piris.